# 恋姫†無双 〜ドキッ☆乙女だらけの三国志演義〜
『恋姫†無双 〜ドキッ☆乙女だらけの三国志演義〜』（こいひめむそう ドキッ おとめだらけのさんごくしえんぎ）は、2007年1月26日にBaseSonより発売されたアダルトゲーム。

## 概要
日本美少女ゲーム広告賞2006年度最優秀広告賞受賞作品。美少女ゲームアワード2007では、ニュージャンル賞およびベストキャラクター賞の2部門で大賞を受賞している。
2008年4月11日には、パッケージをリニューアルしておまけディスク『謝謝†無双』（しぇいしぇいむそう）を同梱した新装版が発売された。
2008年11月20日には、PlayStation 2版『恋姫†夢想 〜ドキッ☆乙女だらけの三国志演義〜』がイエティより発売された。
2008年7月から9月までは、テレビアニメ版『恋姫†無双』が放送された。
2008年4月26日発売の『電撃G's Festival! COMIC』 Vol.2から、2010年10月26日発売の同誌Vol.14にかけてひづき夜宵によるコミカライズ版『恋姫†夢想』が連載された。
2008年12月26日には、ヒロインを大量に追加してシナリオを一新し、新たな物語を描いた『真・恋姫†無双 〜乙女繚乱☆三国志演義〜』が発売された。
真名（まな）
『三国志』の世界を舞台としたアドベンチャーゲームだが、武将を初めとした登場人物が、本作ではほぼ全員女性として登場する。また、名前についてもゲーム独自の設定として“真名”（まな）という姓・名・字以外の名を持つ。この“真名”は、本人が心を許した証として呼べる名前であり、本人の許可無く“真名”で呼びかけることは、問答無用で斬られても文句は言えないほどの失礼に当たる。

## あらすじ
聖フランチェスカ学園に通う少年・北郷一刀は、ある夜、学園から古い鏡を盗もうとした泥棒を見つける。泥棒を捕らえようとしたその時、鏡が光り輝き、一刀は見知らぬ世界へと飛ばされてしまう。状況が掴めない一刀は賊に襲われるが、青龍偃月刀を振るう黒髪の美少女に助けられる。少女は関羽と名乗り、一刀こそが戦乱に喘ぐこの世界を救う天の御遣いだと言った。戸惑う一刀だったが、苦しむ民衆たちの姿を見て、英雄として立つ事を決意する。曹操や孫権など三国志の英雄と同じ名を持つ少女たちとの出会いや戦いの中で、一刀はこの世界の真実を知る…。

## ゲームの流れ
通常パートと戦闘パート、そして女性キャラと親交を深めるイベントパートに分かれている。
戦闘パートはシミュレーションの要素を持っており、戦闘前に関羽、張飛、諸葛亮、趙雲、馬超、黄忠の6人の部下の中から「将軍」と「軍師」を決める。6人の武将はそれぞれ必殺技を持っており、将軍に選ばれた武将の必殺技を使用できる。また6人はそれぞれ得意とする陣形があり、軍師に選ばれた武将によって陣形の力も違ってくる。最後に兵数を歩兵、重歩兵、弓兵に振り分け、戦闘準備を終了する。戦闘は敵味方共に10種類の陣形を使い分ける。陣形はそれぞれ相性があり、敵の苦手とする陣形で対応すると楽に戦える。なお、この戦闘パートで敗北すると、問答無用にゲームオーバーとなってしまう。一度エンディングを迎えれば、二度目からは戦闘パートをスキップさせることも可能。
イベントパートは一緒に過ごすヒロインを選択するが、選べる人数が限られている（関羽、張飛、諸葛亮の3人の内2人と、その他のヒロインの中から3人）。全てのイベントを見終わったヒロインには「完」という文字が付き、共に過ごすことはできなくなる。
個別エンディングは関羽、張飛、諸葛亮のみだが、3人のエンディングを見終わった後に一定の条件をクリアすることによって真のエンディングが見られる。

## 備考
- 主人公が通う聖フランチェスカ学園は、BaseSonの前作『春恋*乙女 〜乙女の園でごきげんよう。〜』の舞台でもある。そのため、前作の主人公の友人だった及川佑が冒頭のみ登場したり、その他の前作のキャラも名前だけで登場する。
- なお、真EDのラストのCGにて姉妹ブランド作品である『先生だ〜いすき』に出てくる聖カタリナ学院の制服を着たキャラがいるが、その関連性については不明である[2]（前作『春恋*乙女 〜乙女の園でごきげんよう。〜』でも『先生だ〜いすき』に登場した場所が出てくるが、こちらも不明）。

## スタッフ
- 企画：K.バッジョ
- シナリオ：K.バッジョ、尾之上咲太、神代いづみ、新井し〜な、assault
- 原画：片桐雛太、八葉香南、日陰影次、かんたか、さえき北都
- サウンド：たくまる、水月陵、上原一之龍
- ディレクター：K.バッジョ

## テーマソング
プロモーションテーマソング「蒼天の向こうへ」
作詞：K.バッジョ / 作曲・編曲：たくまる / 歌：☆396☆
オープニングテーマソング「Hφwling Sφul」
作詞：K.バッジョ / 作曲・編曲：たくまる / 歌：片霧烈火
挿入歌「久遠 〜詩歌侘〜」
作詞：K.バッジョ / 作曲・編曲：たくまる / 歌：茶太
エンディングテーマソング「志在千里 〜恋姫喚作百花王〜」
作詞：K.バッジョ / 作曲・編曲：たくまる / 歌：茶太

## PlayStation 2版
『恋姫†夢想 〜ドキッ☆乙女だらけの三国志演義〜』のタイトルで、2008年11月20日にイエティより発売された。初回限定版と通常版の2種類があり、初回限定版特典には「恋姫夢想」オリジナルビジュアルファンブック（B5サイズ、32ページフルカラー）が付属する。
追加要素として、総勢30名以上いる登場人物の専用シナリオを完備し、固有エンディングを持つヒロインを倍増している。またPS2版特別ENDが追加されている。

## アニメ
本作を原作としたテレビアニメが2008年7月より全12話で放送された。ただしアニメ版は、主人公である北郷一刀が登場しない等、ゲーム版とは異なるストーリー展開となっている。

## 関連商品

### CD
恋姫†無双サウンドトラックCD 【志在千里 〜恋姫喚作百花王〜】
2007年1月26日発売 BASREC001
「恋姫†無双」覇王プロジェクト 〜ハオプロ〜
ボーカル曲にミニドラマと出演者によるトークを収録した作品
5pb.Recordsレーベル
第一弾蜀軍合唱の陣：2007年10月26日発売
第二弾魏軍合唱の陣：2007年11月23日発売
第三弾呉軍合唱の陣：2007年12月21日発売
第四弾董卓軍合唱の陣：2008年7月25日発売
☆ユニットの陣 ドS組：2008年8月22日発売
☆ユニットの陣 ドM組：2008年8月22日発売

### 書籍
恋姫†無双 〜ドキッ★乙女だらけの三国志演義〜 ビジュアル・ガイドブック
ジャイブ発行（2007年3月発売）ISBN 978-4-86176-392-2
いけ!いけ!僕らの『恋姫†無双』
ハーヴェスト出版発行
- いけ!いけ!僕らの『恋姫†無双』―ドキッ★乙女だらけの三国志演義（2007年9月発売）ISBN 978-4-434-10450-3
- いけ!いけ!僕らの『恋姫†無双』《関羽伝》（2008年8月発売）ISBN 978-4-434-12121-0
- いけ!いけ!僕らの『恋姫†無双』《張飛伝》（2008年8月発売）ISBN 978-4-434-12122-7
- いけ!いけ!僕らの『恋姫†無双』《馬超伝》（2008年9月発売）ISBN 978-4-434-12237-8
- いけ!いけ!僕らの『恋姫†無双』《黄忠伝》（2008年10月発売）ISBN 978-4-434-12238-5
- いけ!いけ!僕らの『恋姫†無双』《趙雲伝》（2008年10月発売）ISBN 978-4-434-12462-4
- いけ!いけ!僕らの『恋姫†無双』《孔明伝》（2008年11月発売）ISBN 978-4-434-12463-1

真･恋姫†夢想 キャラクターガイドブック
「夢想」のタイトルで、帯ではあらゆる恋姫キャラを網羅したとある。ゲーム内のグラフィックの他、アンソロジー４コマ漫画が掲載。
一迅社発行（2016年9月発売）ISBN 978-4758009188
恋姫†夢想：The Art of KOIHIME†MUSOU -CHRONICLE-
恋姫†無双シリーズで恋姫†無双から真・恋姫†夢想–革命-までのイラスト作品をまとめた画集。
廣済堂出版発行（2019年8月発売）ISBN 978-4331902219（初回限定版）/ISBN 978-4331902226（通常版）

### コミック
恋姫†夢想
作画・ひづき夜宵。『電撃G's Festival! COMIC』（アスキー・メディアワークス）Vol.2よりVol.14まで連載。
- 第1巻（2009年6月27日発売）ISBN 978-4-04-867867-4
- 第2巻（2011年2月26日発売）ISBN 978-4-04-870333-8

### アンソロジーコミック
マジキュー4コマ 恋姫†無双 〜ドキッ★乙女だらけの三国志演義〜
エンターブレイン発行
1. 2007年6月25日発売 ISBN 978-4-7577-3546-0
2. 2007年8月27日発売 ISBN 978-4-7577-3706-8
3. 2007年10月25日発売 ISBN 978-4-7577-3812-6
4. 2007年12月25日発売 ISBN 978-4-7577-3911-6
5. 2008年2月25日発売 ISBN 978-4-7577-4022-8
6. 2008年4月25日発売 ISBN 978-4-7577-4169-0
7. 2008年6月25日発売 ISBN 978-4-7577-4274-1
8. 2008年8月25日発売 ISBN 978-4-7577-4381-6
9. 2008年10月25日発売 ISBN 978-4-7577-4494-3
10. 2008年12月25日発売 ISBN 978-4-7577-4597-1

### 小説
恋姫†無双外伝
ハーヴェスト出版なごみ文庫発行 原作：BaseSon、著者:御門智、イラスト:水月悠
1. 紫電一閃!! 華蝶仮面 〜成都を駆ける一陣の風〜 2007年11月1日 ISBN 978-4-434-11159-4
2. 紫電一閃!! 華蝶仮面2 〜赤壁は燃えているか〜 2008年5月1日 ISBN 978-4-434-11774-9
3. 紫電一閃!! 華蝶仮面3（上）〜わたしを愛した覇王〜 2008年7月1日 ISBN 978-4-434-11967-5
4. 紫電一閃!! 華蝶仮面3（下）〜わたしが愛した魔王〜 2008年10月5日 ISBN 978-4-434-12144-9

### カードゲーム
シルバーブリッツのカードゲーム、Lycee及びブシロードのカードゲーム、Chaosに参戦している。

### ブラウザゲーム
Web恋姫†夢想
ガマニアデジタルエンターテインメント開発のブラウザゲーム。当初の名称は『Web恋姫†無双』であったが、2010年9月14日に現在の名称に変更している。全年齢向けの「夢想」のタイトルが冠されているとおり、本作も年齢制限はない。ただし元のアダルトゲーム版のキャラクターや同じく真・恋姫†無双 〜乙女繚乱☆三国志演義〜で初登場したキャラクターも登場する。大喬、小喬、左慈、于吉、トラ、ミケ、シャムは登場しない。2016年4月27日を持ってサービス終了。
オンラインゲームといくつかコラボしており『セイクリッド シュヴァリエ』に2012年4月17日より期間限定で、『あっぱれ！天下御免 乱』に2013年10月16日より期間限定で参戦している。
恋姫†夢想 英雄烈伝
DMM.comラボが提供しているブラウザゲーム。パソコン・スマートフォン対応。「夢想」の字がタイトルに用いられているが全年齢対象ではなく、R-18指定。2015年11月17日よりサービス開始。
オンラインゲーム『戦国プロヴィデンス』と2017年4月20日より期間限定で参戦している。
2018年12月21日(金) 17:00でサービスを終了
真・恋姫†夢想 天下統一伝
DMM.comラボが提供しているブラウザゲーム。パソコン・スマートフォン対応。「夢想」の字がタイトルに用いられているが全年齢対象ではなく、R-18指定。2016年11月21日よりサービス開始。
大喬、小喬、左慈、于吉、卑弥呼、トラ、ミケ、シャムの他、真・恋姫†英雄譚（PC)登場キャラ（徐晃・太史慈など）も多く登場するが、英雄譚ベースまでのせいか、まだ2018年時点では革命(PC)登場キャラは登場していない。
声優キャストも基本英雄譚ベース（諸葛亮の声優も英雄譚と同じにされている。）

### ソーシャルゲーム
ブラウザゲームのWeb恋姫†夢想のように名称は『恋姫†夢想』であるが、途中変更ではなくリリース時からこのタイトルである。
恋姫†夢想 for モバゲー
2011年7月14日よりソーシャルゲームとしてフィーチャーフォン向けにMobageで提供された。提供はクローバーラボ。
恋姫†夢想 EXA（イクサ）
2012年2月17日よりソーシャルゲームとしてフィーチャーフォン向けGREEにて提供された。後に、Android端末やiOS端末といったスマートフォン向けに対応した。提供はガマニアデジタルエンターテインメント。
恋姫†夢想 三国コレクション
2013年9月3日よりソーシャルゲームとしてスマートフォン向けにDMM.comR-18にて提供が開始され、2013年11月13日にはパソコン向けブラウザ版の配信が開始された。前者2ゲームと違い、内容はR-18。提供はDMM.com。
他に、真・恋姫†無双を元にしたと思われる真・恋姫†夢想〜乙女乱舞〜が存在する。なお、乱戦カードバトル『超嫁大戦』にも参戦している。

### パチンコ
- CR恋姫†無双（2012年、エース電研）
- CR恋姫†夢想 乙女、入り乱れるのこと!（2014年、エース電研）
- CR恋姫夢想（2017年、西陣）

## 他作品とのコラボレーション
ブラウザゲームの節や、ソーシャルゲームの節でもそれぞれのコラボレーションや参加した作品について述べているが、シリーズ全体でのコラボも行われており、『禁断召喚!サモンマスター』と2014年10月1日より、『神姫PROJECT』と2016年11月28日より、『三国大戦スマッシュ!』と2017年11月17日より、『アイ・アム・マジカミ』と2022年3月31日より、いずれも期間限定で催された。
また、シリーズ第2作目『真・恋姫†無双 〜乙女繚乱☆三国志演義〜』や、テレビアニメ『真・恋姫†無双〜乙女大乱〜』、といった作品でも各々コラボしている。
派生作品の『真・恋姫†夢想-革命-』とも『千年戦争アイギス』が2018年7月26日より期間限定でコラボした。

## 反響
「三国志」ブームがやってきたのと相まって大ヒットし、半年で5万本売れた。